# Нилейю
Нилейю (устар. Нелейю) — река в России, протекает по городскому округу Вуктыл Республики Коми.
Длина реки составляет 14 км. Впадает в Лун-Вож справа на высоте 110,8 м над уровнем моря.

## Этимология гидронима
Данный гидроним означает «илистая река», «река с илистым дном» и происходит от ненецкого нюл «ил», суффикса -й (-ий), образующего прилагательное из существительных и коми ю «река».

## Данные водного реестра
По данным государственного водного реестра России относится к Двинско-Печорскому бассейновому округу, водохозяйственный участок реки — Печора от водомерного поста у посёлка Шердино до впадения реки Уса, речной подбассейн реки — бассейны притоков Печоры до впадения Усы. Речной бассейн реки — Печора.
Код объекта в государственном водном реестре — 03050100212103000060992.